# John Merricks
John Edward Merricks (Leicester, 16 de febrero de 1971-Castiglione della Pescaia, 15 de octubre de 1997) fue un deportista británico que compitió en vela en la clase 470.
Participó en los Juegos Olímpicos de Atlanta 1996, obteniendo una medalla de plata en la clase 470 (junto con Ian Walker).
Ganó una medalla de plata en el Campeonato Mundial de 470 de 1996 y tres medallas en el Campeonato Europeo de 470 entre los años 1994 y 1996.

## Palmarés internacional
| \| Juegos Olímpicos \| Juegos Olímpicos \| Juegos Olímpicos \| Juegos Olímpicos \| \| Año \| Lugar \| Medalla \| Clase \| \| ------------------ \| ------------------------- \| ----------------- \| ---------------- \| \| 1996 \| Atlanta (Estados Unidos) \| Medalla de plata \| 470 \| \| Campeonato Mundial \| \| \| \| \| Año \| Lugar \| Medalla \| Clase \| \| 1996 \| Porto Alegre (Brasil) \| Medalla de plata \| 470 \| \| Campeonato Europeo \| \| \| \| \| Año \| Lugar \| Medalla \| Clase \| \| 1994 \| Röbel (Alemania) \| Medalla de plata \| 470 \| \| 1995 \| Båstad (Suecia) \| Medalla de oro \| 470 \| \| 1996 \| Isla Haying (Reino Unido) \| Medalla de bronce \| 470 \| |                           |                   |       |
| Juegos Olímpicos |                           |                   |       |
| Año | Lugar                     | Medalla           | Clase |
| 1996 | Atlanta (Estados Unidos)  | Medalla de plata  | 470   |
| Campeonato Mundial |                           |                   |       |
| Año | Lugar                     | Medalla           | Clase |
| 1996 | Porto Alegre (Brasil)     | Medalla de plata  | 470   |
| Campeonato Europeo |                           |                   |       |
| Año | Lugar                     | Medalla           | Clase |
| 1994 | Röbel (Alemania)          | Medalla de plata  | 470   |
| 1995 | Båstad (Suecia)           | Medalla de oro    | 470   |
| 1996 | Isla Haying (Reino Unido) | Medalla de bronce | 470   |